# كاتدرائية سانت كاترين

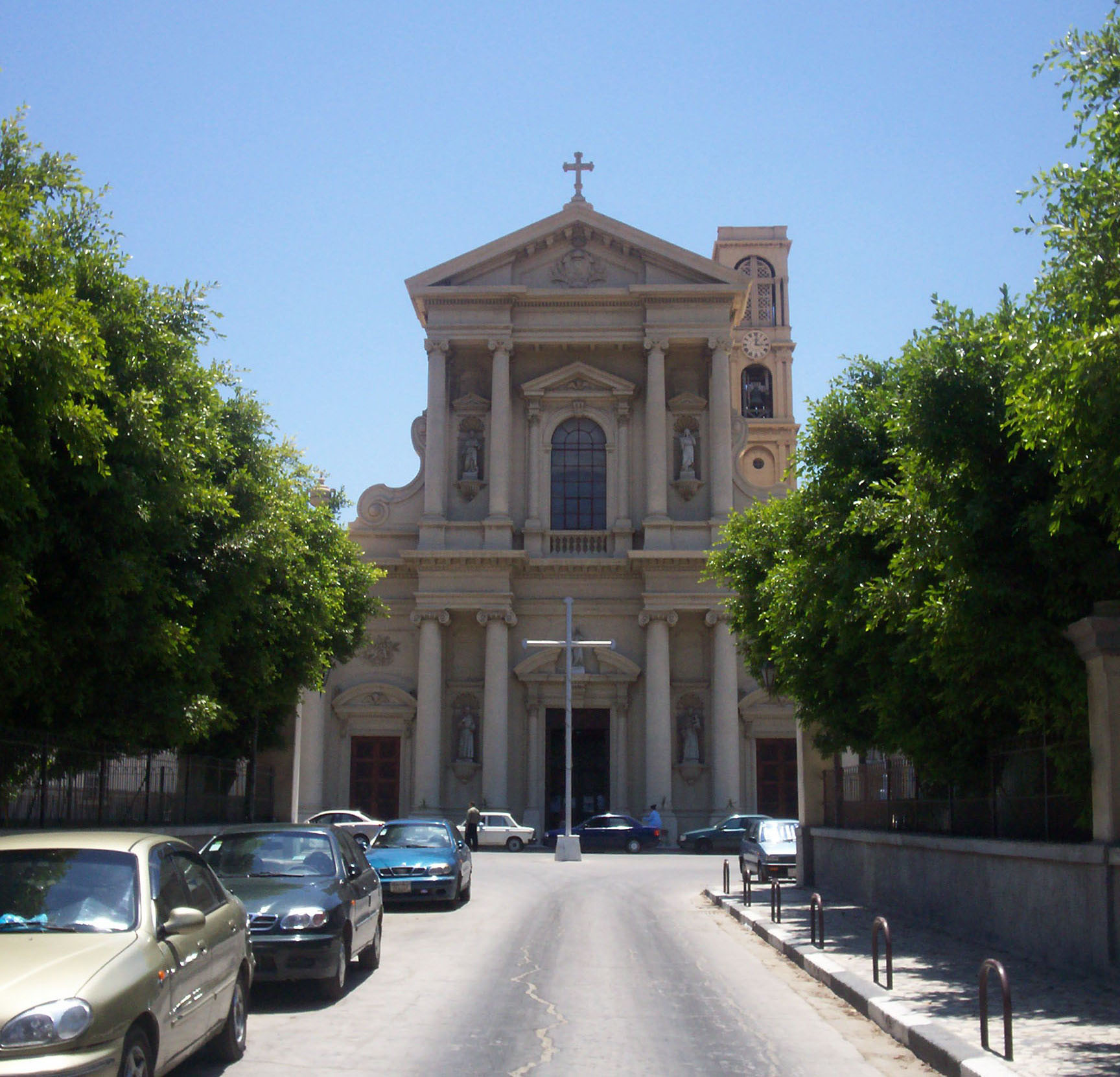
واجهة الكنيسة.

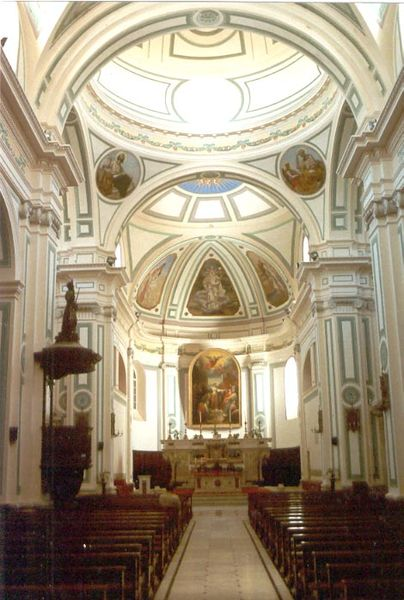
مذح الكنيسة.

كاتدرائية سانت كاترين كنيسة رومانية كاثوليكية تقع بالمنشية وسط الإسكندرية.